# Seitenhafenbrücke

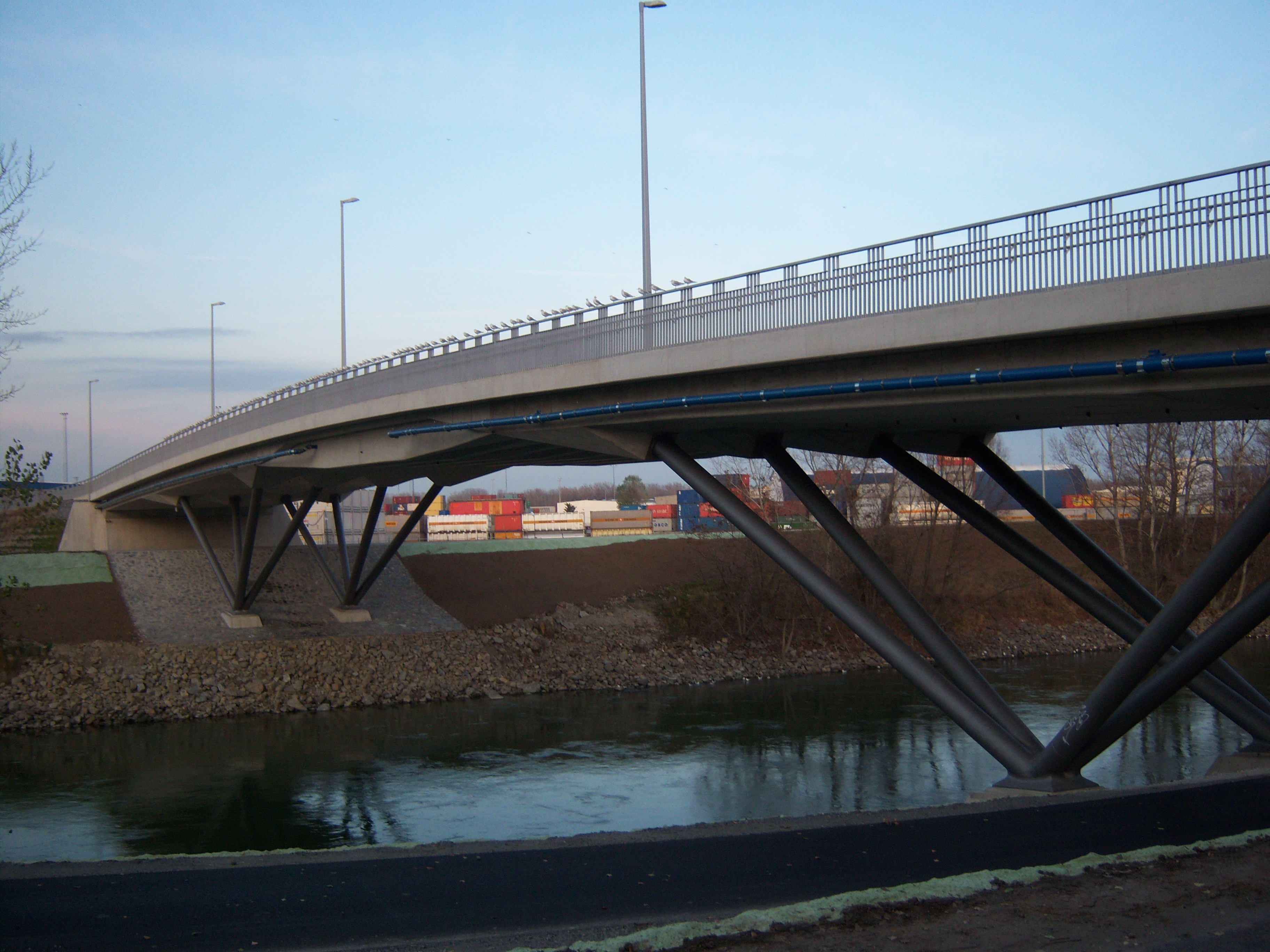
Die Seitenhafenbrücke über den Donaukanal

Die Seitenhafenbrücke ist eine 2011 eröffnete Straßenbrücke über den Donaukanal in Wien und verbindet die Seitenhafenstraße am linken Ufer, im 2. Bezirk, mit der 11. Haidequerstraße am rechten Ufer, im 11. Bezirk.

## Lage
Die Brücke befindet sich, wie die etwa 1,2 km flussabwärts gelegene letzte Donaukanal-Straßenbrücke, die Freudenauer Hafenbrücke, in unmittelbarer Nachbarschaft zum den Einheimischen auch als Winterhafen geläufigen Hafen Freudenau. Am Standort der Seitenhafenbrücke befand sich vorher keine Brücke. Die Seitenhafenstraße, bis zur Brückeneröffnung eine am Donaukanal endende Sackgasse, begleitete bis etwa 1980 ein Seitenhafen genanntes Hafenbecken, das dann zugeschüttet wurde.
Die 11. Haidequerstraße, straßenbaurechtlich als Teil der Landesstraße B228 Simmeringer Straße geführt, erschließt die städtische Müllverbrennung Pfaffenau, die Entsorgungsbetriebe Simmering und ihre Hauptkläranlage Wien und endet nahe der Auffahrt Simmeringer Haide (Exit 4) der Flughafenautobahn, der A4 Ostautobahn zum Flughafen Wien, nach Pressburg und Budapest.

## Geschichte
Die Brücke wurde im Herbst 2011 eröffnet, um die Freudenauer Hafenbrücke zu entlasten und den Verkehr vom Handelskai zur Anschlussstelle Simmeringer Haide der A4 aus den Wohngebieten des Simmeringer Bezirksteils Kaiserebersdorf zu verlagern. Es handelt sich um die jüngste Wiener Donaukanalbrücke.